# Церковь Непорочного зачатия (Баку)
 Церковь Непорочного зачатия Пресвятой Девы Марии  (азерб. Bakirə Məryəmin Məsum Hamiləliyi şərəfinə kilsə) — католическая церковь, находящаяся в Баку, Азербайджан. Церковь Непорочного зачатия Пресвятой Девы Марии — единственный действующий католический храм на территории Азербайджана. Бакинский католический приход находится под пастырским попечением католической Апостольской префектуры Азербайджана.

## История

### Старый храм

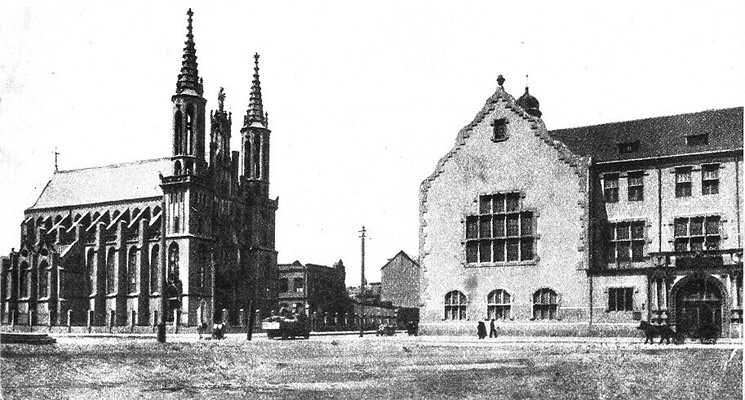
Римско-католический собор Пресвятой Девы Марии в Баку в 1916 году (слева)

Малочисленная католическая община в Баку существовала с 1859 г., когда Баку стал губернским городом. В 1883 г. на дому была устроена небольшая католическая часовня. После этого католическая община 35 лет даже не пыталась юридически зарегистрировать католический приход в Баку, чтобы в соответствии с законом получить высочайшее разрешение на строительство костёла. Лишь в 1894 г. представители католической общины подали документы на регистрацию прихода и на разрешение строительства католического храма.
В марте 1900 года последовало высочайшее разрешение римско-католической общине выстроить костёл на добровольные пожертвования, с одновременным учреждением при костёле постоянного римско-католического прихода.  В 1909 году было начато строительство костёла Пресвятой Девы Марии. К 1918 году из-за нехватки денежных средств строительство так и не было завершено, но службы тем не менее стали проводиться с тех пор в неоконченном до конца здании костёла. После установления советской власти в Азербайджане католическая Церковь, так же как и Церкви всех других конфессий, подверглась ограничениям и гонениям, хотя и продолжала работать. В 1938 году католический храм был снесён.

### Новый храм
В 1997 году местная католическая община была восстановлена. 16 октября 2000 года Святым Престолом в Баку была учреждена первичная католическая структура миссия sui iuris, руководство которой было поручено монахам из монашеской конгрегации салезианцев. 
В 2002 году католическая община получила участок земли для строительства храма.
Строительство храма было завершено в 2006 году. Церковь построена по проекту итальянского архитектора Паоло Руджеро в современном стиле с элементами неоготики. Скульптура статуи Девы Марии выполнена азербайджанским скульптором Гусейном Ахвердиевым. Витражи выполнены художником Зохрабом Муталлибовым.  
29 апреля 2007 года храм был освящён в честь Непорочного зачатия Пресвятой Девы Марии. При освящении церкви присутствовал папский нунций Клаудио Гуджеротти. 
Название церкви повторяет название костёла Пресвятой Девы Марии.
В 2012 году, в честь юбилея посещения Азербайджана Папой Римским Иоанном Павлом Вторым в Храме Непорочного зачатия Пресвятой Девы Марии в Баку была отправлена Святая Месса для местных прихожан. Её провёл специально прибывший из Ватикана кардинал Фернандо Филони.
25 апреля 2025 года церковь посетил президент Азербайджана с целью выразить соболезнования в связи с кончиной папы римского Франциска.

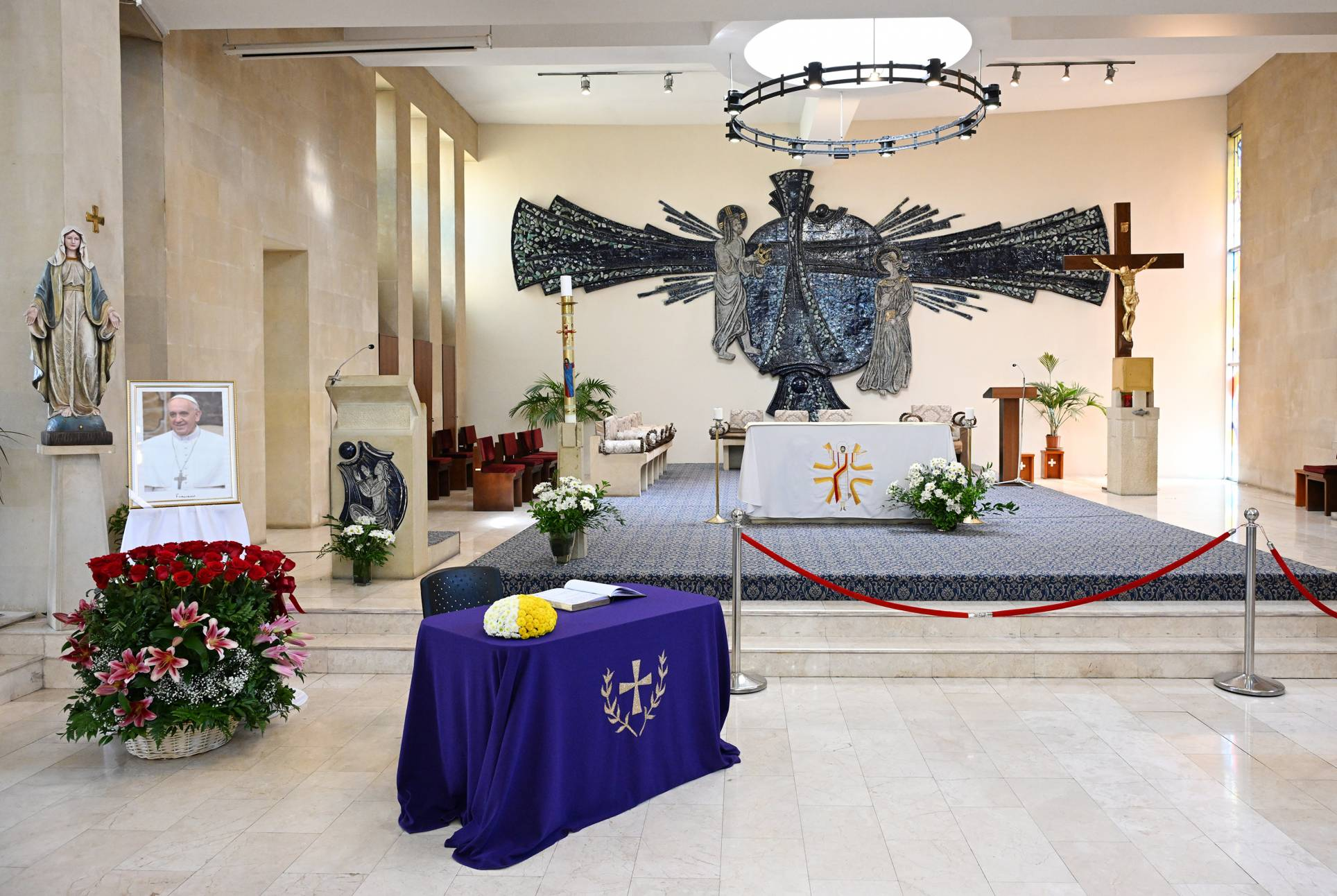
Церковь Непорочного зачатия Баку Апрель 2025

## Галерея

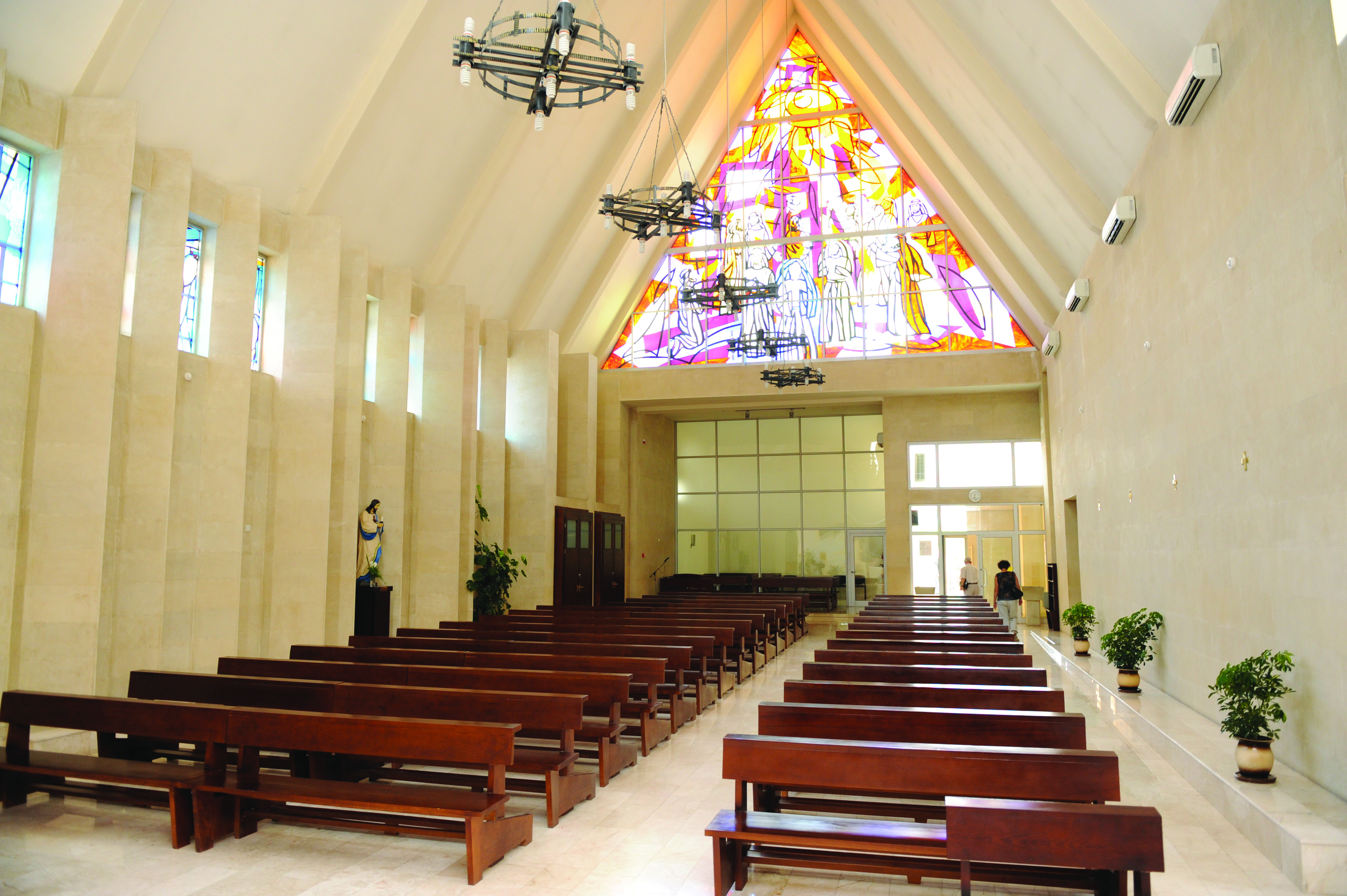
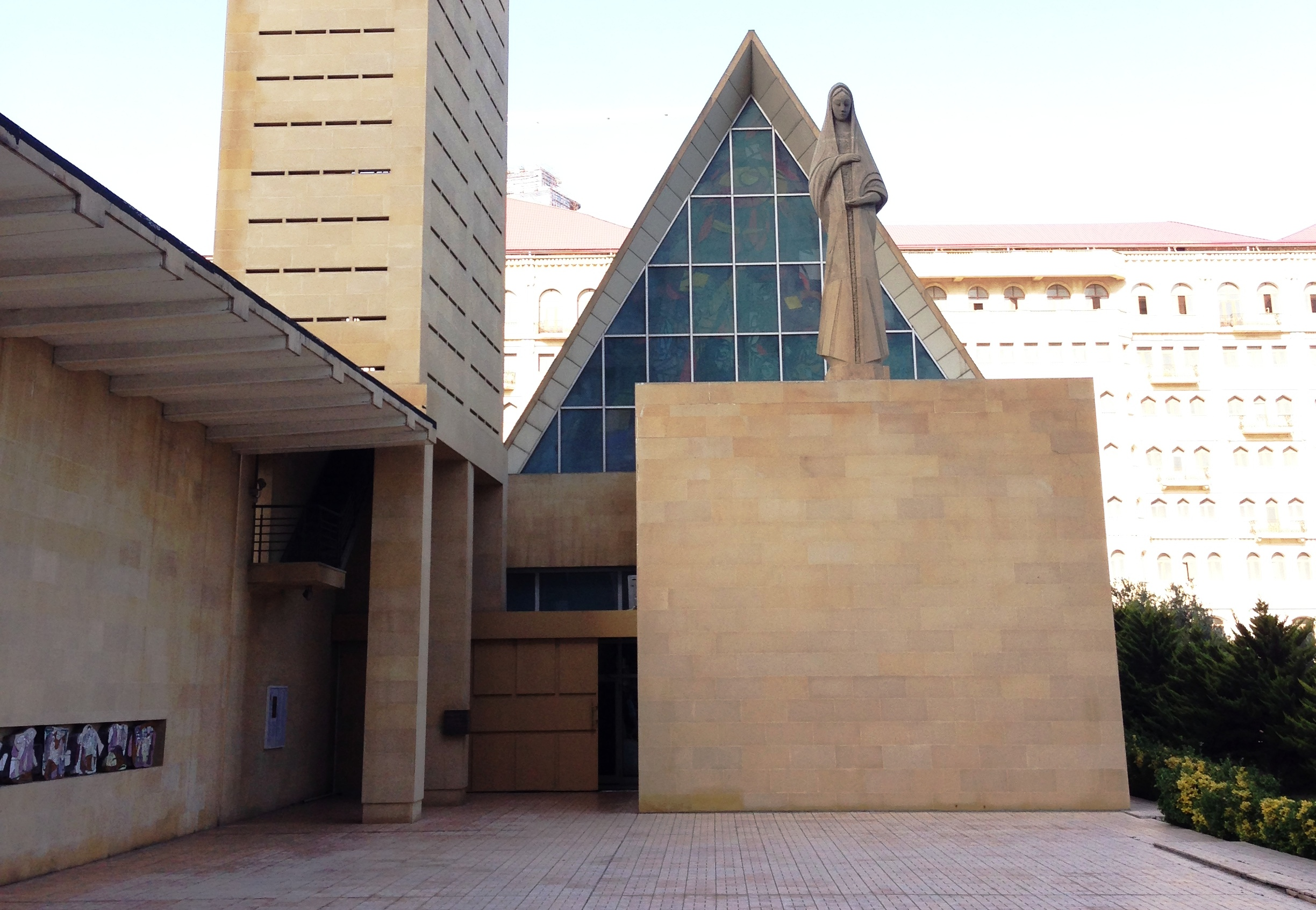
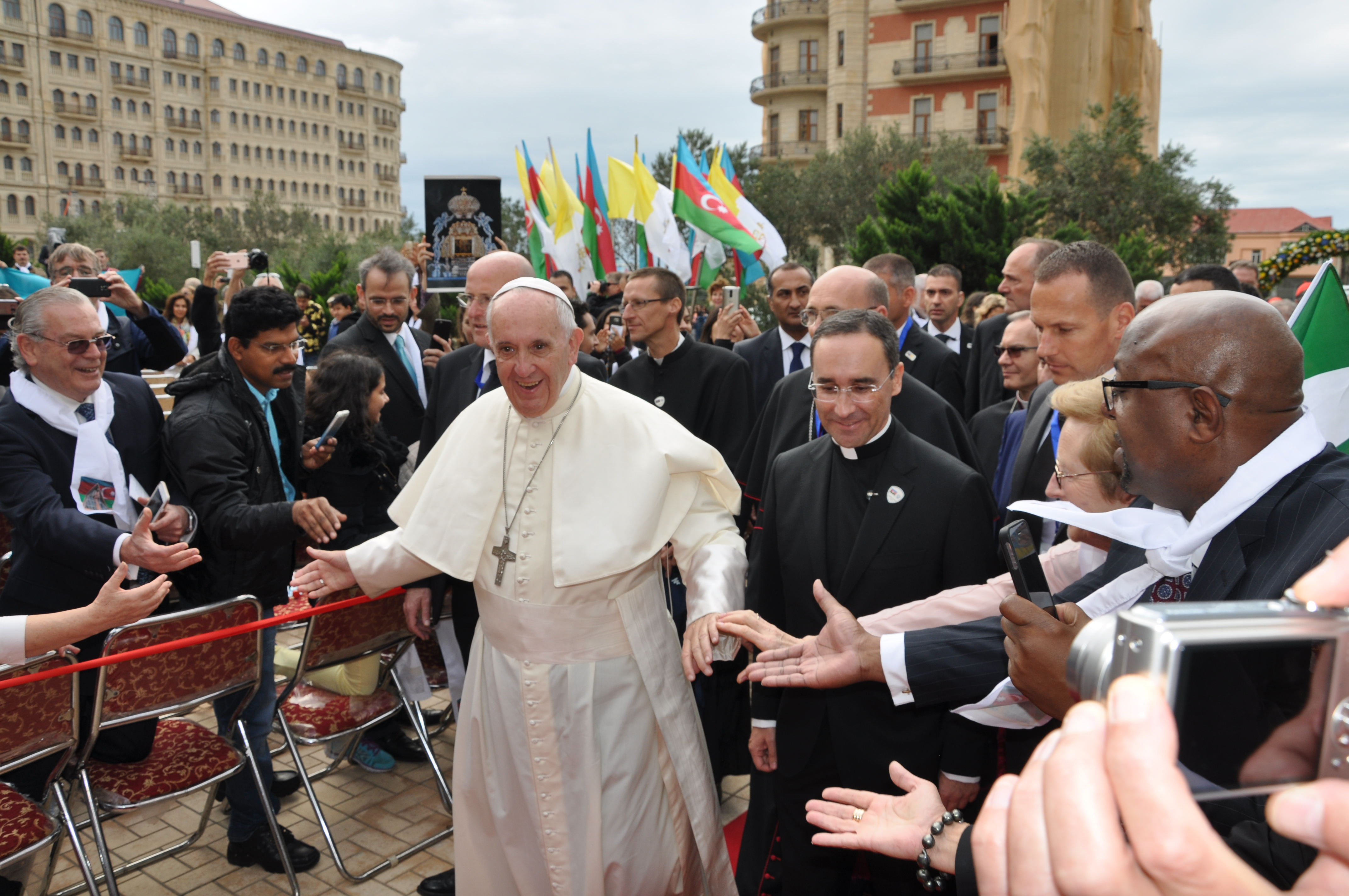
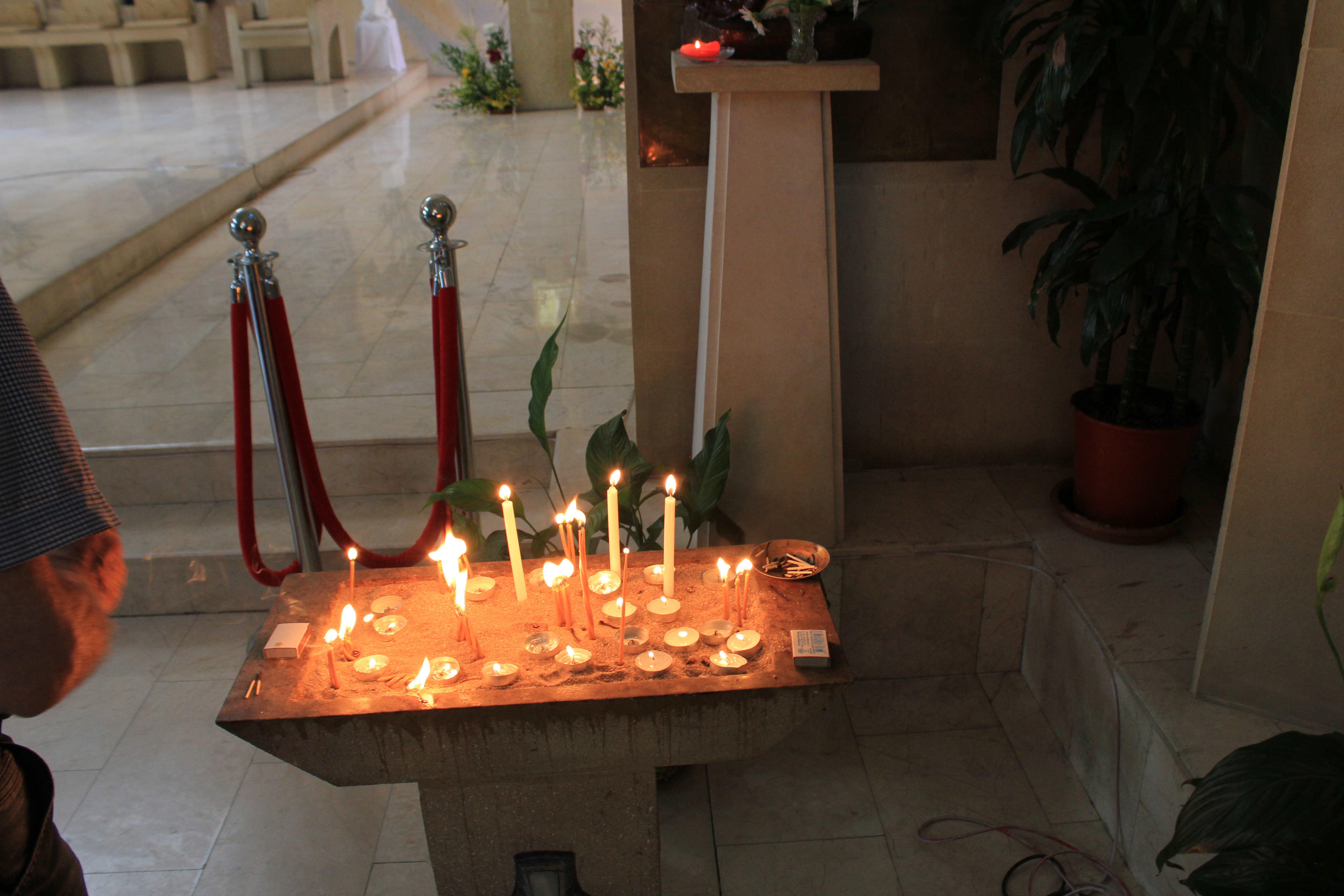
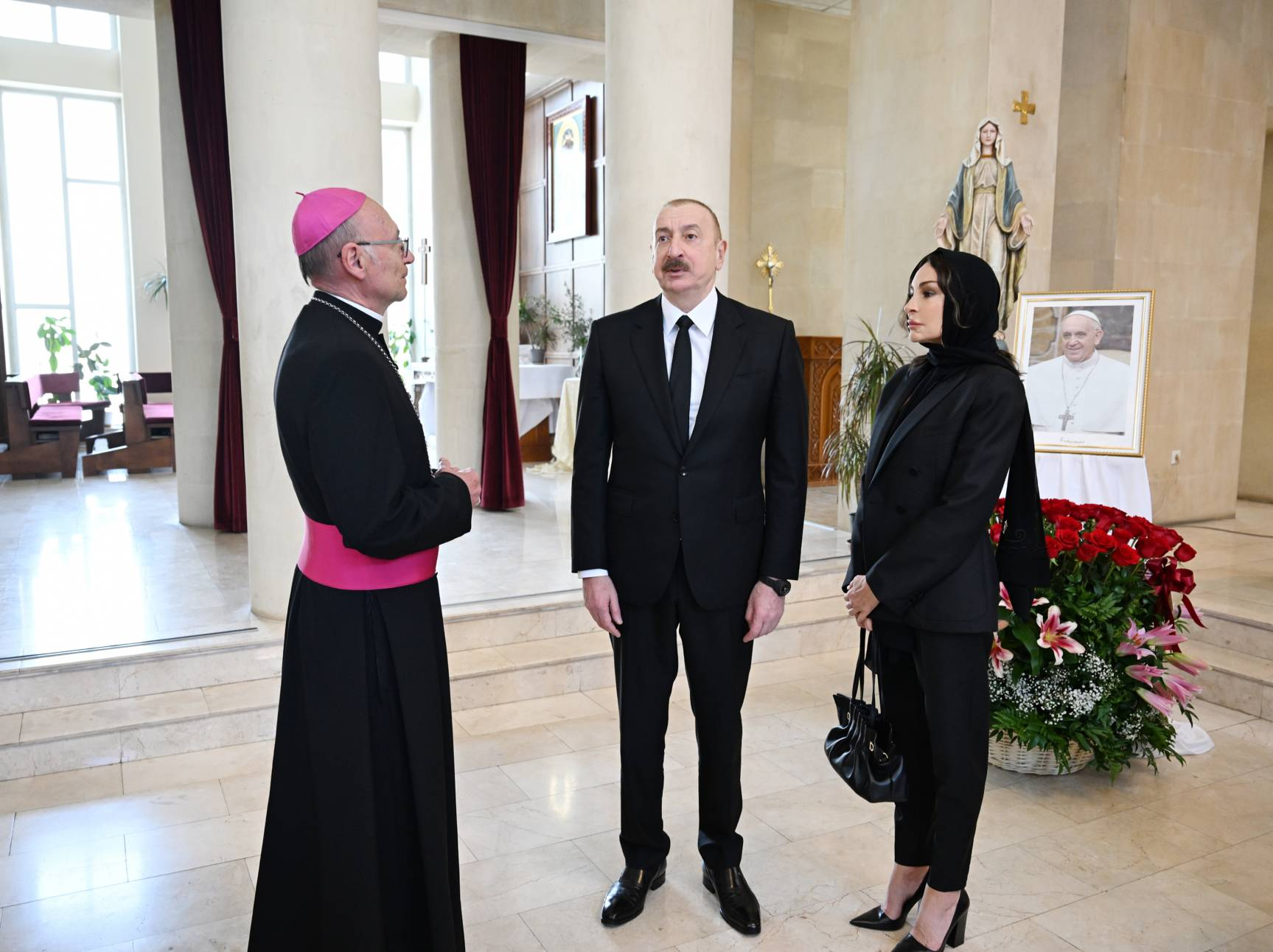